# De drie kruisen
De drie kruisen is een droognaald gravure van Rembrandt gemaakt in 1653.  De gravure verbeeldt de kruisiging van Christus en wordt beschouwd als een van de meest dynamische prenten in de geschiedenis van de grafiek.
Het centrale beeld is Christus omgeven door de twee met hem gekruisigde booswichten.  De ets beeldt Maria, de moeder van Jesus, af, getroost door de Evangelist.  Romeinse soldaten en daartegenover een groep van wenende mensen staan bij de gekruigden.  Een kegel licht stromend uit de Hemel van God doorbreekt de duisternis en belicht Christus op zijn kruis.

## Iconografie
Het tafereel, in de duisternis gehuld, beeldt het 23ste hoofdstuk van het Evangelie volgens Lucas : 
En het was omtrent de zesde ure, en er werd duisternis over de gehele aarde, tot de negende ure toe. En de zon werd verduisterd, en het voorhangsel des tempels scheurde midden door. En Jezus, roepende met grote stemme, zeide: Vader, in Uw handen beveel Ik Mijn geest. En als Hij dat gezegd had, gaf Hij den geest.

## Vescheidene beelden

2de staat
3de staat
4de staat
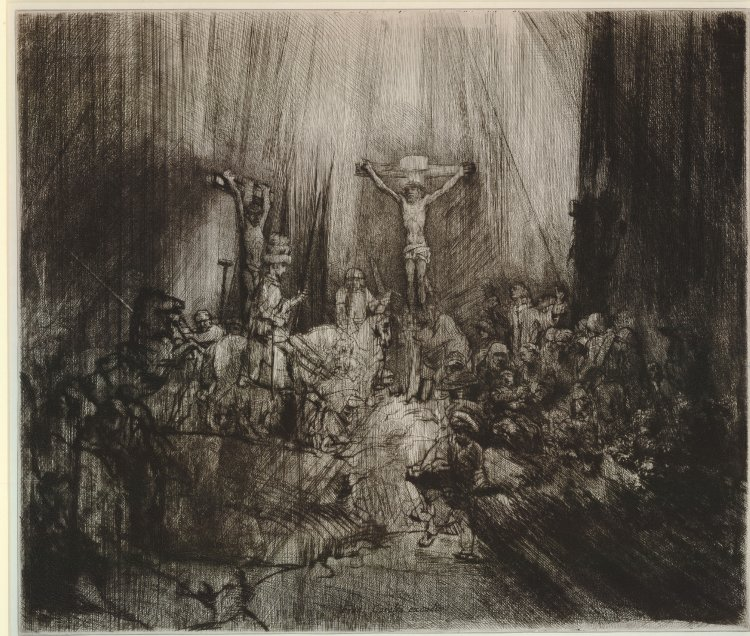
5de staat

## Voetnoten
1. ↑  Evangelie volgens Lucas, 23,44-23,47